# Babylon 5
Babylon 5 è una serie televisiva di fantascienza ideata, prodotta e in gran parte scritta da J. Michael Straczynski. La colonna sonora della serie è stata ideata da Christopher Franke (ex Tangerine Dream). L'episodio pilota, The Gathering è andato in onda il 22 febbraio 1993 negli Stati Uniti, e la serie è proseguita per cinque stagioni dal 1994 al 1998.
In Italia Babylon 5 ha debuttato in chiaro sulle reti Rai, che però non hanno rispettato il regolare ordine degli episodi. Solo in seguito la serie è stata trasmessa integralmente, dapprima sul satellite da Jimmy ed in seguito in chiaro da Rai 4.

## Produzione

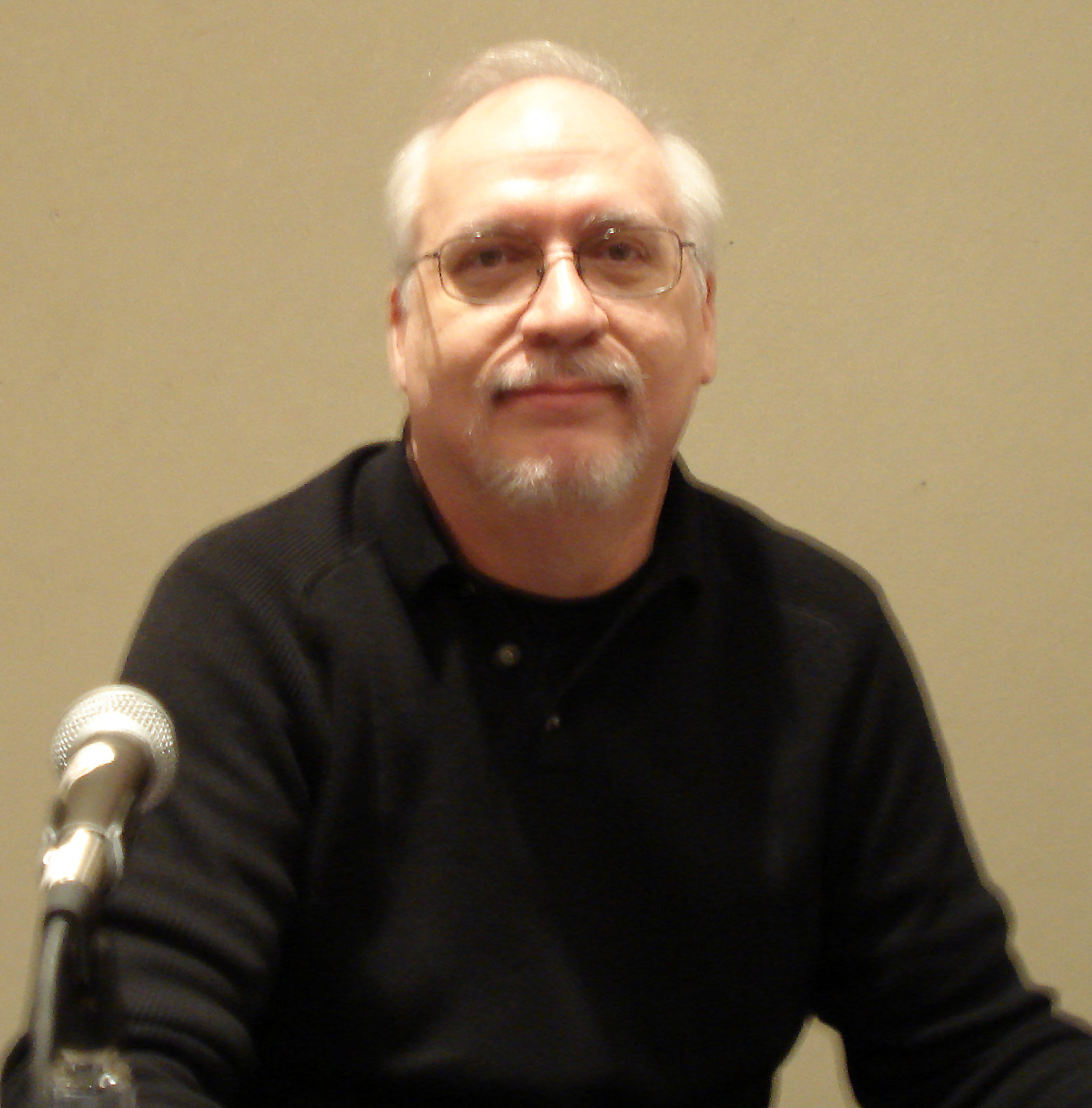
J. Michael Straczynski, creatore e show runner di Babylon 5

Essendo stato per lungo tempo un appassionato di fantascienza, J. Michael Straczynski era determinato a produrre una serie del genere per adulti nella quale, per una volta, le cose sarebbero state fatte per bene: una tecnologia coerente, "niente ragazzini o robottini simpatici", nessuna "particella della settimana" per risolvere una situazione intricata. Non doveva essere un futuro utopico: come nella realtà d'oggi, ci sono l'avarizia e i senzatetto. Non doveva essere un posto dove ogni cosa restava la stessa alla fine della giornata: i personaggi principali crescono, vivono e muoiono. Una serie pronta ad occuparsi di politica, sesso, religione e filosofia, cercando sempre di mantenersi imparziale.
Al contrario della maggior parte dei programmi televisivi, Babylon 5 è stata concepita fin dall'inizio come un romanzo, con un inizio ben definito, uno sviluppo, e una conclusione. In aggiunta, vari film per la televisione di collegamento, fumetti e racconti hanno un ruolo significativo nella trama complessiva della serie, che è stata definita con un certo dettaglio ancora prima che l'episodio pilota fosse girato. Avere un percorso già in parte determinato da seguire è stato vantaggioso sotto molti aspetti, in quanto la pianificazione a lungo termine ha ridotto notevolmente i requisiti di budget per le scenografie ed i costumi.
Babylon 5 è spesso citata per aver aumentato gli standard della fantascienza in televisione, utilizzando una storia basata su un arco narrativo, uno stile divenuto in seguito prevalente non solo nella fantascienza ma in buona parte della fiction televisiva in generale. Straczynski ha anticipato l'arrivo della televisione digitale, girando la serie in formato 16:9 invece dell'allora tradizionale 4:3 – sei anni prima che E.R. e molte altre serie TV iniziassero a fare la stessa cosa.
Babylon 5 ha anche rivoluzionato l'uso dell'animazione al computer per creare effetti visivi, in un periodo in cui usare modellini e miniature era la norma.
Babylon 5 fu la prima produzione ad alto costo con effetti speciali completamente realizzati utilizzando personal computer, in questo caso di tipo Amiga con software LightWave 3D.

## Trama
La serie è strutturata su un arco narrativo di cinque anni, distribuiti in cinque stagioni di 22 episodi. Il fulcro della storia è una vasta stazione spaziale chiamata Babylon 5, in orbita attorno al terzo pianeta della stella Epsilon Eridani; lunga circa 8 chilometri e dal peso di 2,5 milioni di tonnellate, la colonia rotante è l'ultima stazione a portare il nome Babylon ed è stata costruita dopo che le prime tre stazioni Babylon sono state sabotate e distrutte e la stazione Babylon 4 è scomparsa misteriosamente poco prima di entrare in servizio.
La costruzione della prima stazione Babylon inizia al termine di una devastante guerra, generata da una banale incomprensione, tra l'Alleanza Terrestre e il popolo alieno Minbari. Le diverse razze avvertono la necessità di un luogo di incontro per costruire la pace attraverso diplomazia, commercio e cooperazione; anche se non tutti lavoreranno in questo senso.
Le parole del comandante di Babylon 5 riassumono al meglio la missione della stazione spaziale: "la nostra ultima, grande speranza di pace".
Nonostante la sua missione sia improntata alla pace e spiccatamente diplomatica, la stazione è al centro di intrighi politici e conflitti che sono l'oggetto degli episodi che compongono la serie.

## Personaggi e interpreti

### Personaggi principali
- Jeffrey Sinclair (stagione 1), interpretato da Michael O'Hare.
- John Sheridan (stagioni 2-5), interpretato da Bruce Boxleitner.
- Susan Ivanova (stagioni 1-4), interpretata da Claudia Christian.
- Michael Garibaldi, interpretato da Jerry Doyle.
- Delenn, interpretata da Mira Furlan.
- Londo Mollari, interpretato da Peter Jurasik.
- G'Kar, interpretato da Andreas Katsulas.
- Stephen Franklin, interpretato da Richard Biggs.
- Vir Cotto, interpretato da Stephen Furst.
- Lennier, interpretato da Bill Mumy.
- Na'Toth (stagioni 1-2), interpretato da Julie Caitlin Brown (stagione 1) e da Mary Kay Adams (stagione 2).
- Warren Keffer (stagione 2), interpretato da Robert Rusler.
- Elizabeth Lochley (stagione 5), interpretata da Tracy Scoggins.
- Zack Allan (stagioni 2-5), interpretato da Jeff Conaway.
- Lyta Alexander (stagioni 4-5, ricorrente 1-3), interpretata da Patricia Tallman.
- Talia Winters (stagioni 1-2), interpretata da Andrea Thompson.
- Marcus Cole (stagioni 3-4), interpretato da Jason Carter.

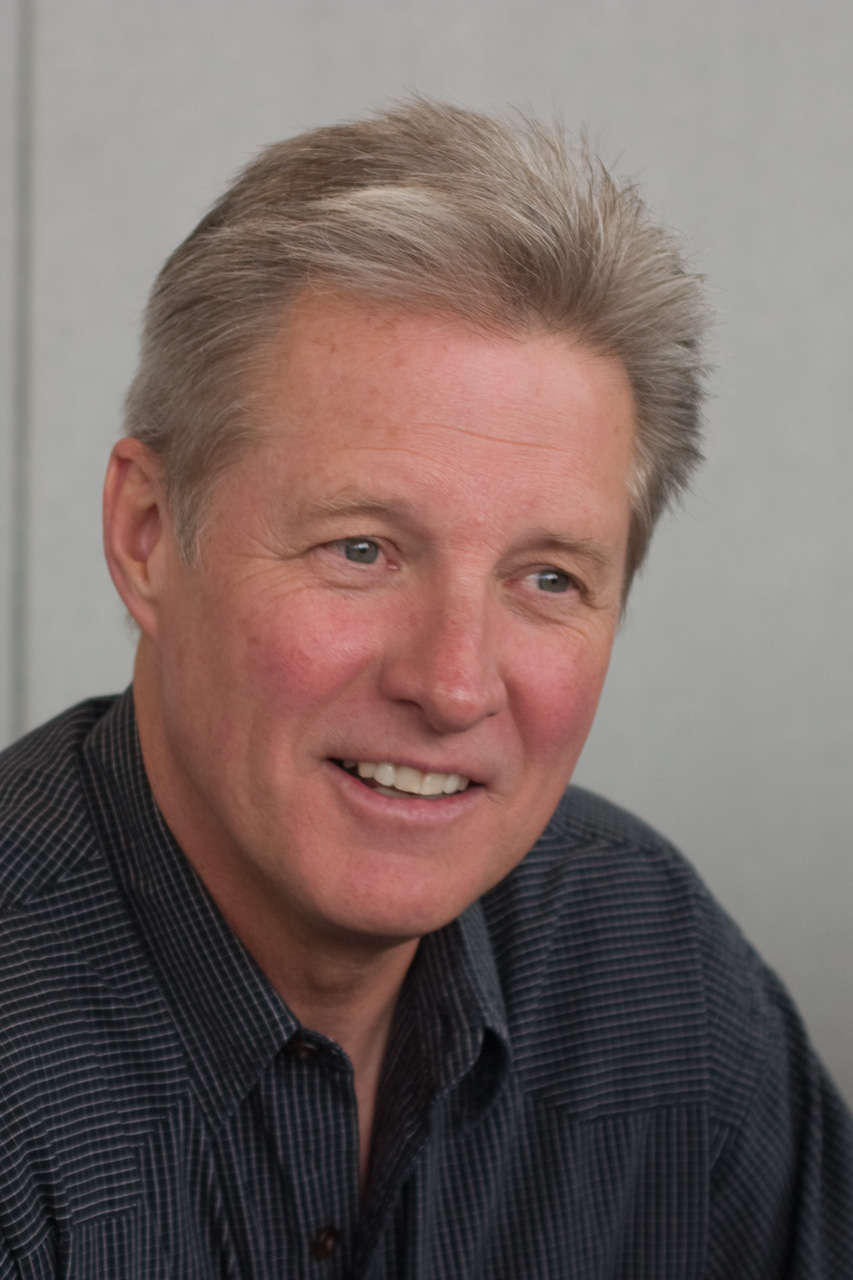
Bruce Boxleitner interpreta John Sheridan
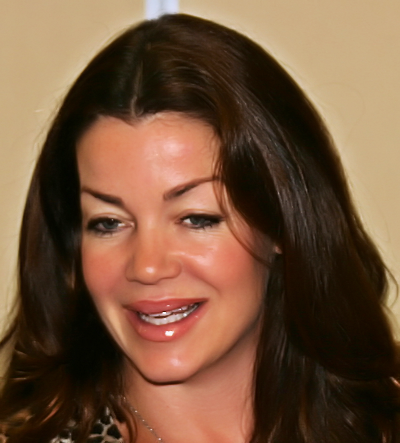
Claudia Christian interpreta Susan Ivanova
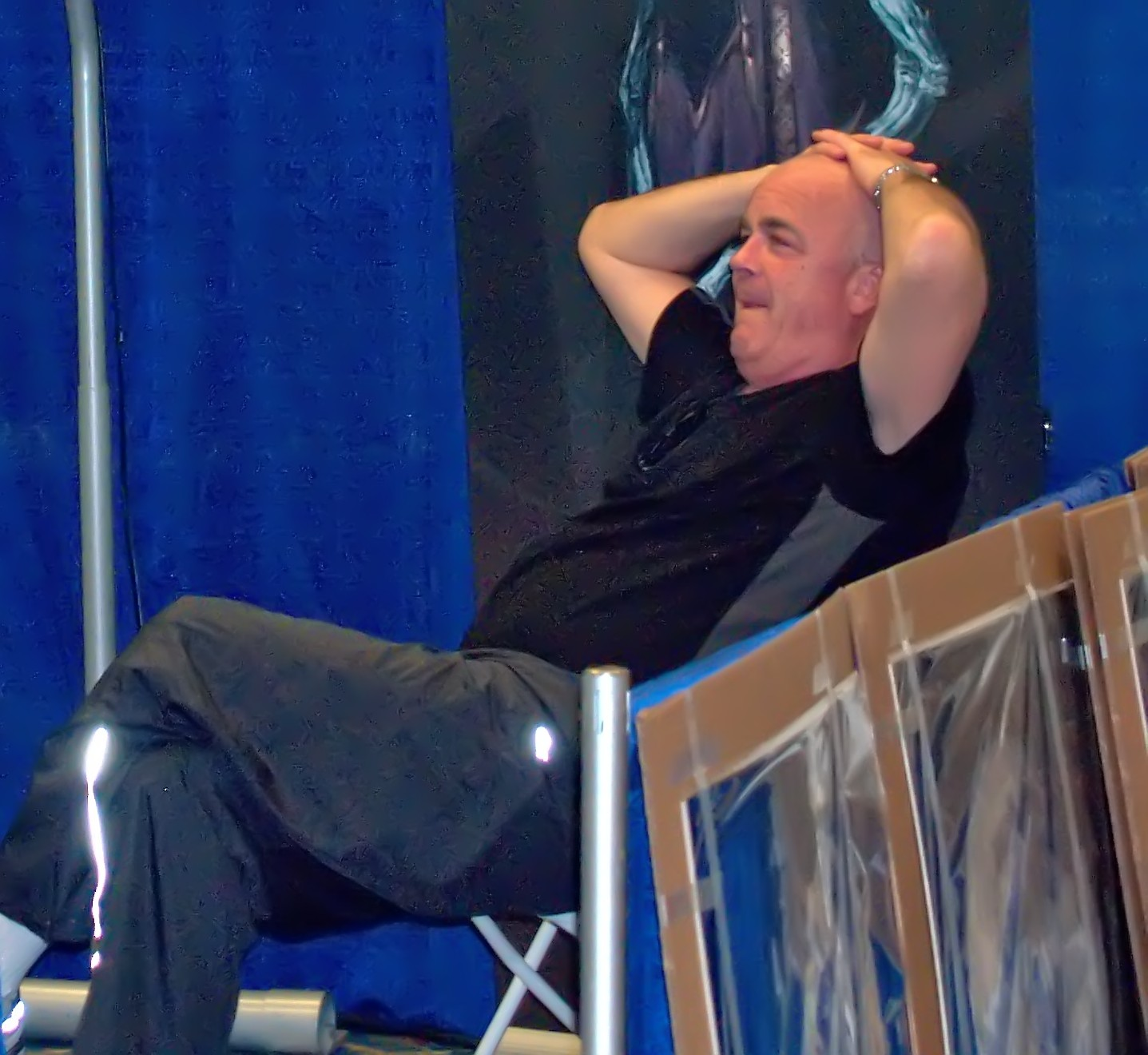
Jerry Doyle interpreta Michael Garibaldi
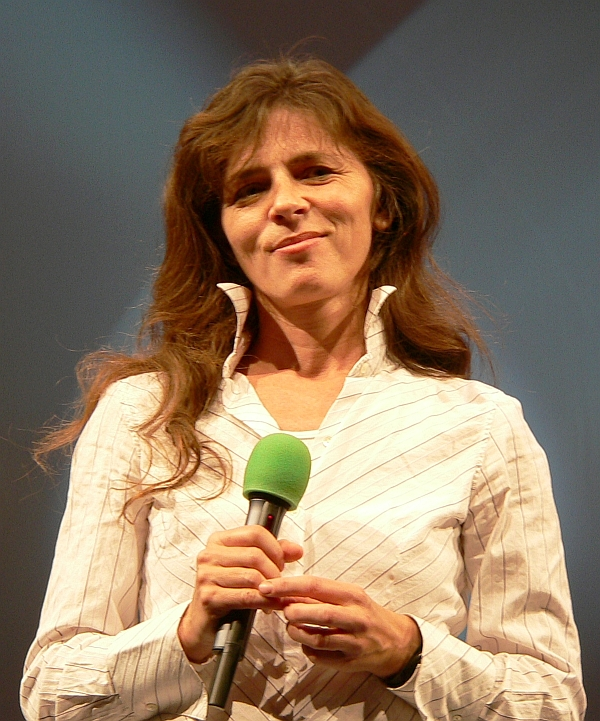
Mira Furlan interpreta Delenn
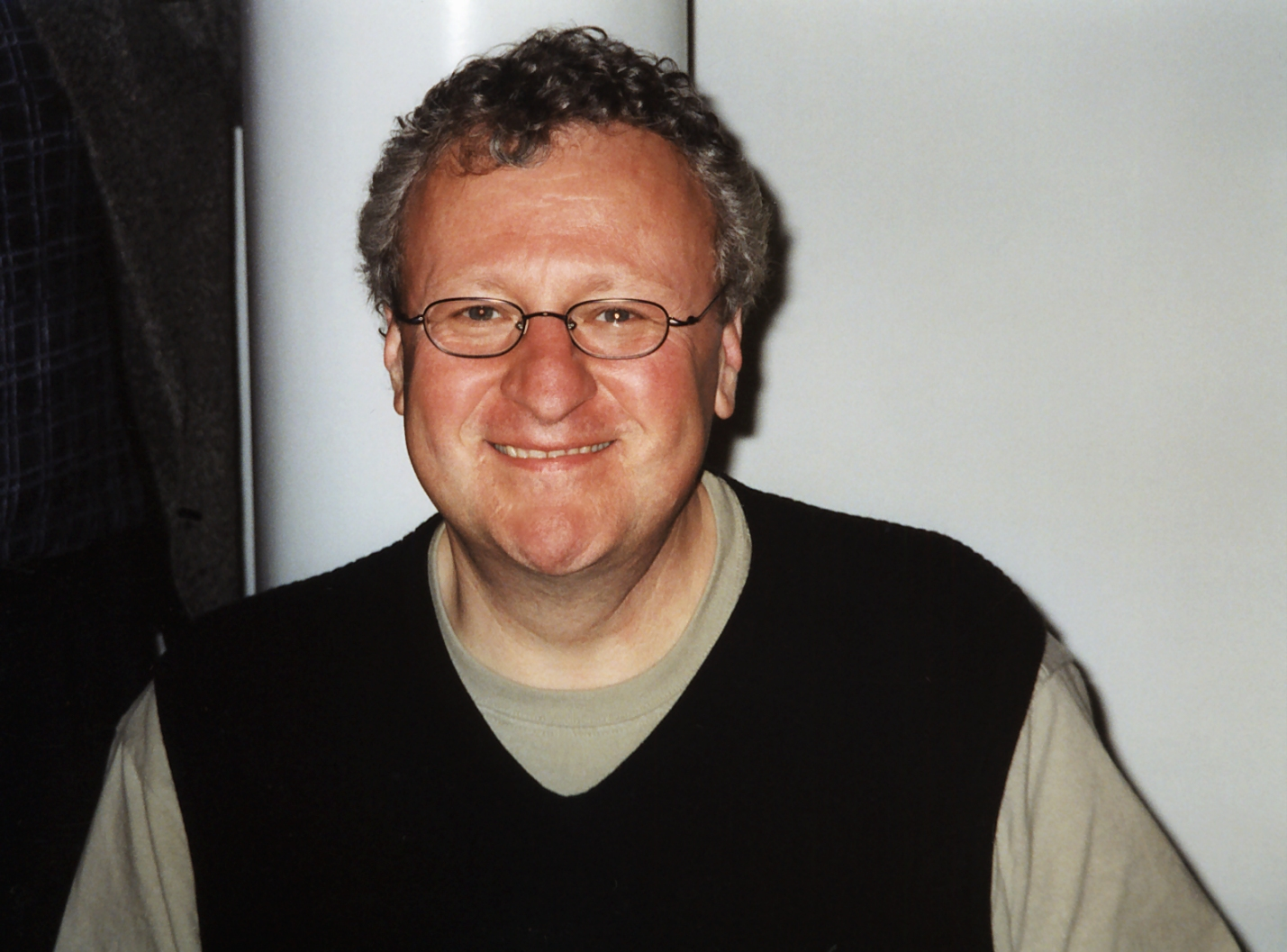
Peter Jurasik interpreta Londo Mollari
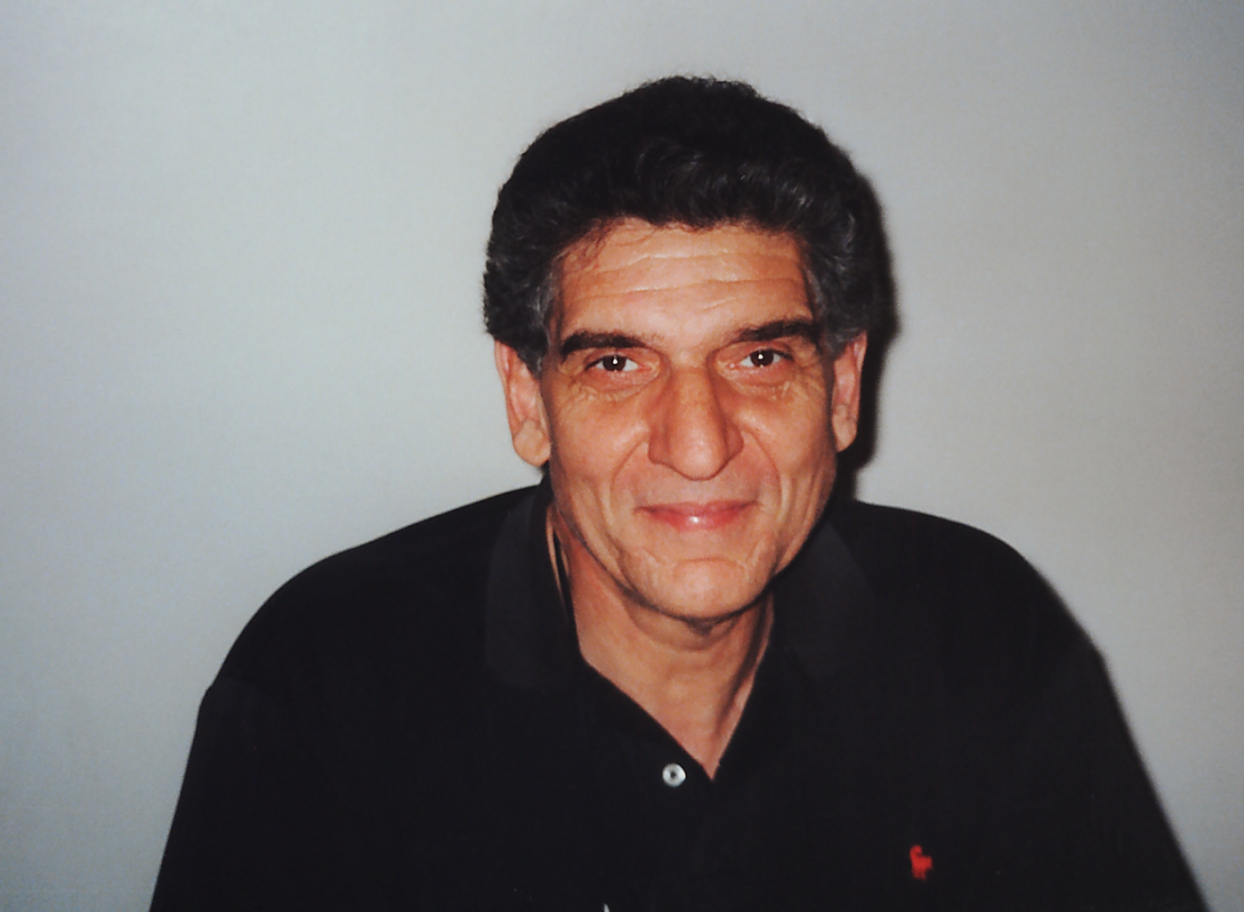
Andreas Katsulas interpreta G'Kar
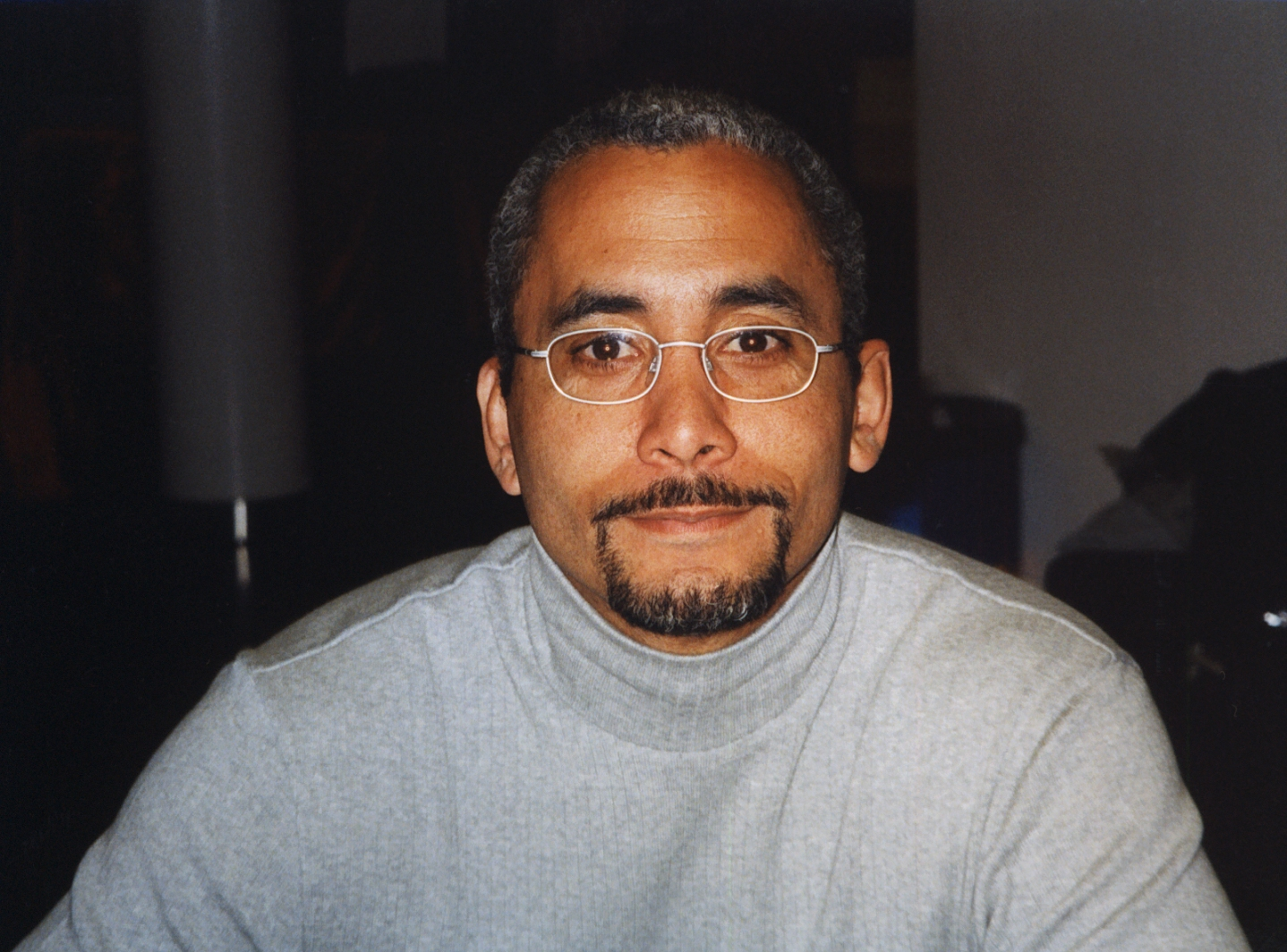
Richard Biggs interpreta Stephen Franklin
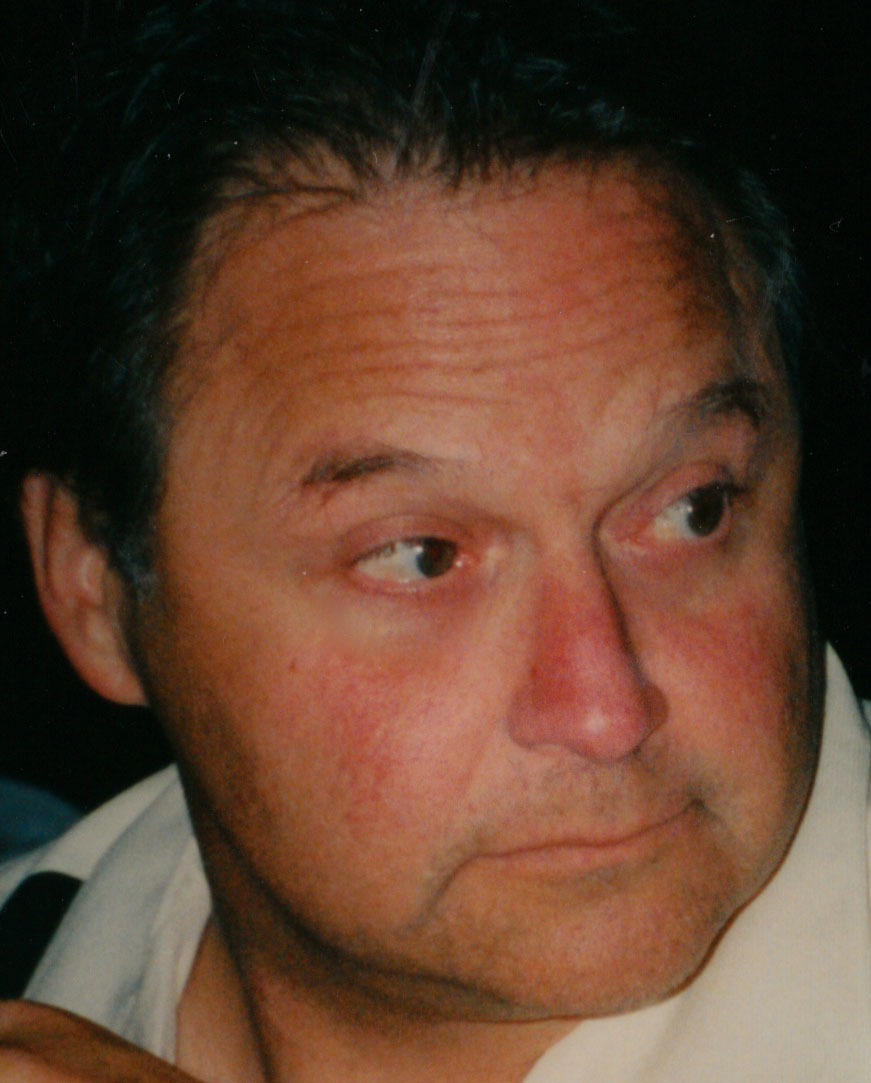
Stephen Furst interpreta Vir Cotto
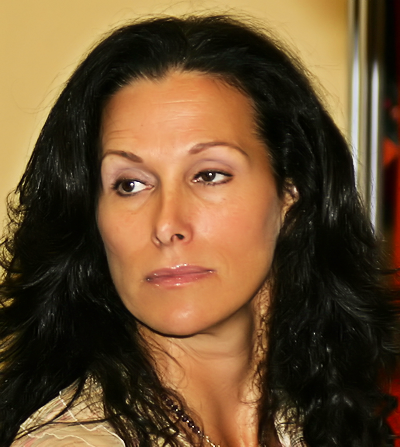
Julie Caitlin Brown interpreta Na'Toth (st. 1)
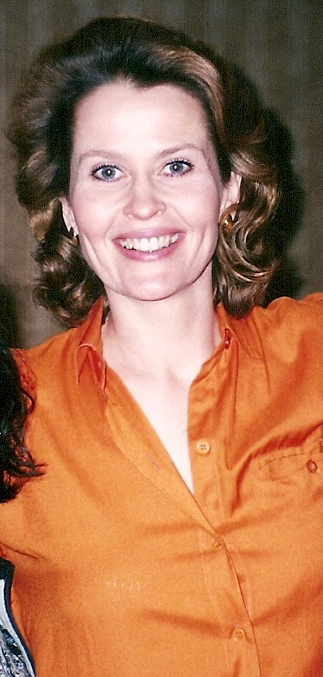
Mary Kay Adams interpreta Na'Toth (st. 2)
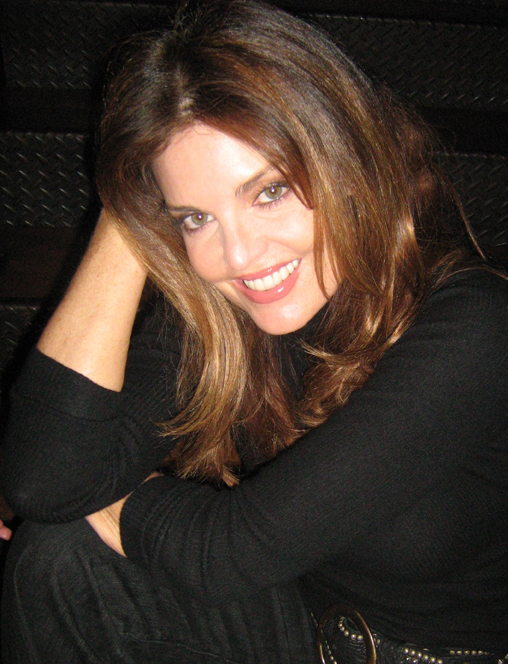
Tracy Scoggins interpreta Elizabeth Lochley
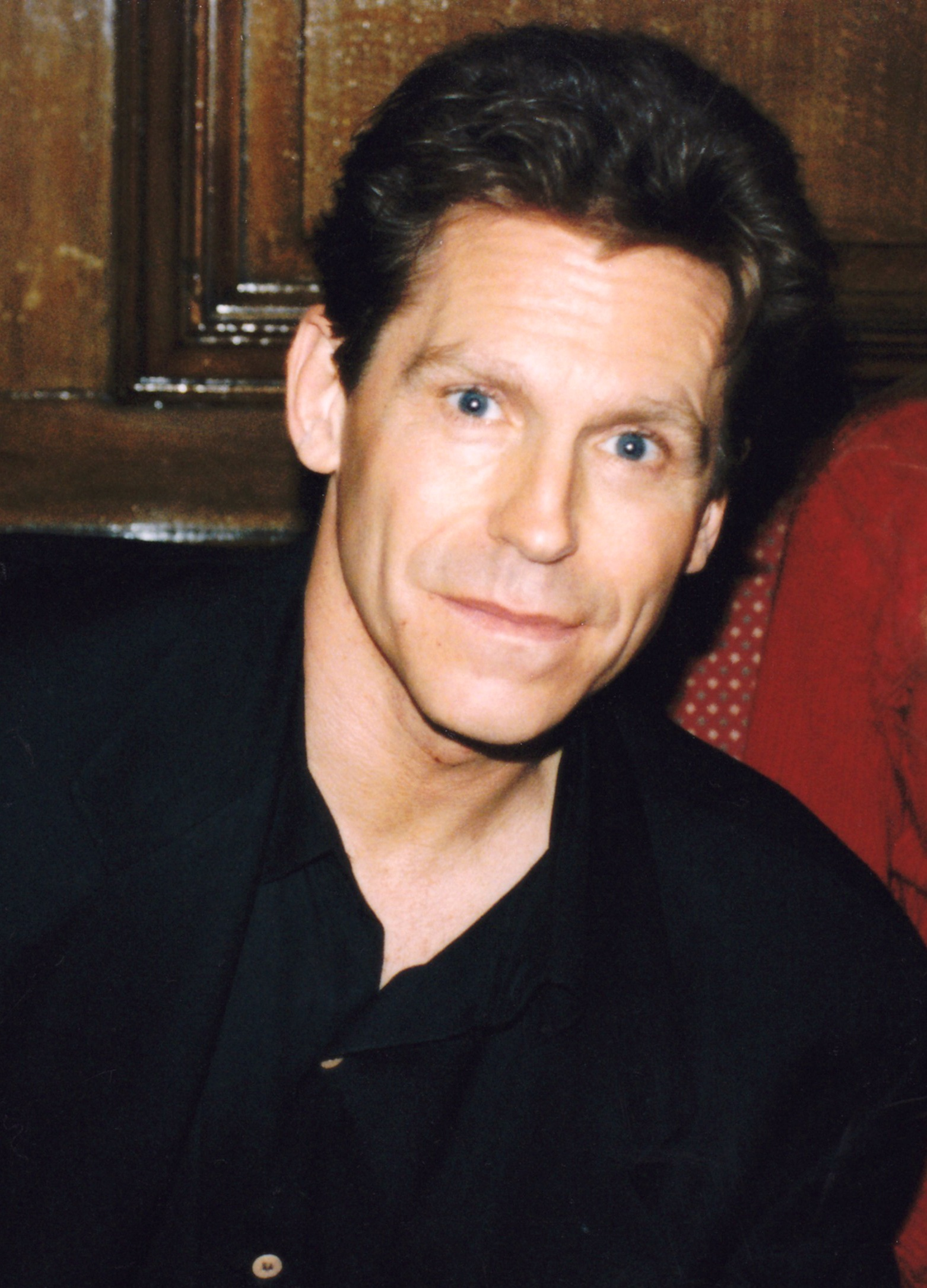
Jeff Conaway interpreta Zack Allan
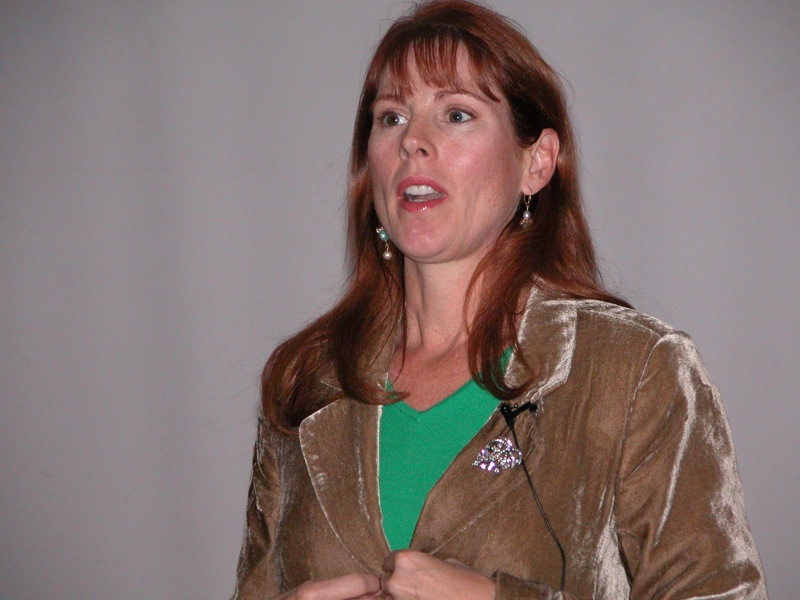
Patricia Tallman interpreta Lyta Alexander
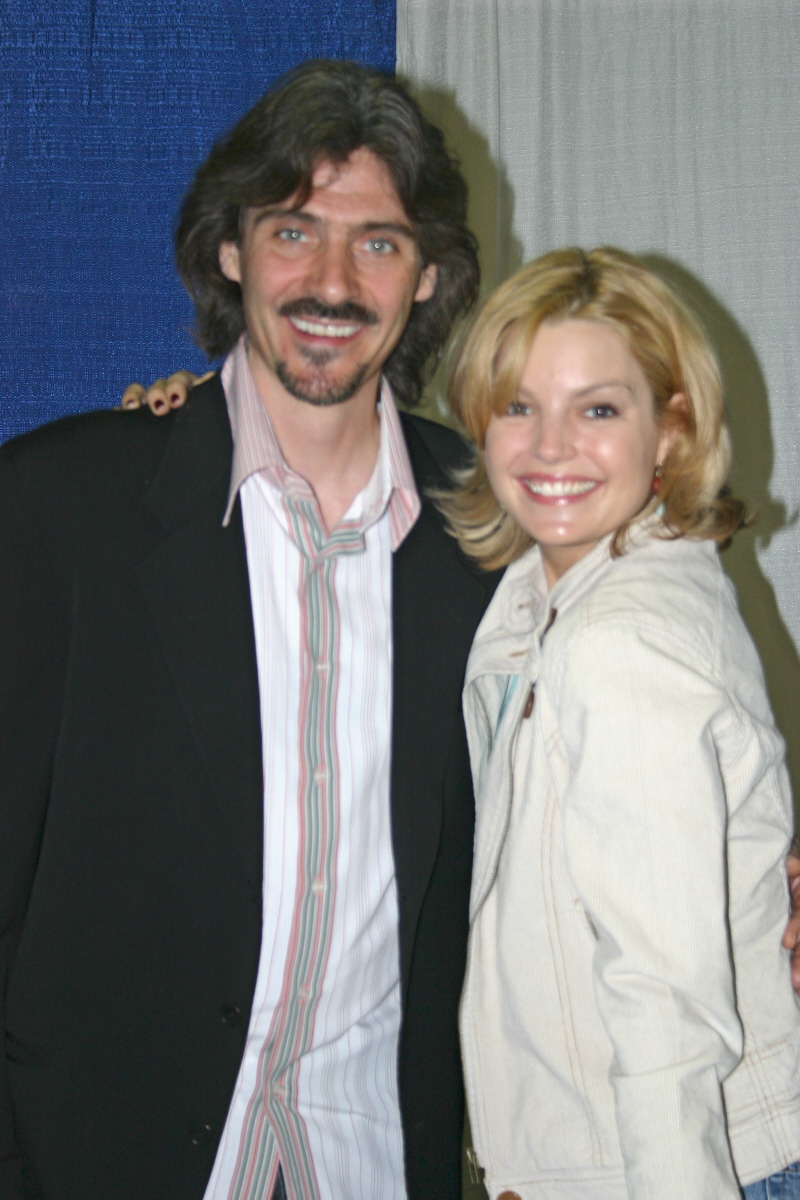
Jason Carter (a sinistra) interpreta Marcus Cole

### Personaggi secondari
- Alfred Bester, interpretato da Walter Koenig.
- Morden, interpretato da Ed Wasser.
- David Corwin, interpretato da Joshua Cox.
- Lord Refa, interpretato da William Forward.
- Lorien, interpretato da Wayne Alexander.
- Neroon, interpretato da John Vickery.
- Ta'Lon, interpretato da Marshall R. Teague.
- Imperatore Cartagia, interpretato da Wortham Krimmer.
- Kosh, interpretato da Ardwight Chamberlain (voce).
- Zathras, interpretato da Tim Choate.

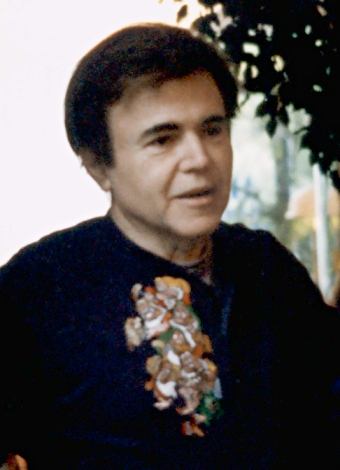
Walter Koenig interpreta Alfred Bester
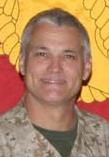
Marshall R. Teague interpreta Ta'Lon

C'era anche un gruppo di attori che interpretavano ciascuno varie parti minori, noti informalmente come "The Babylon 5 Players". Ad esempio, ognuno degli attori che ha interpretato un ambasciatore Drazi durante la serie è anche apparso come un altro personaggio minore.

## Episodi
In Italia la serie debuttò a partire dal 4 marzo 1999 su Rai 3 con l'episodio pilota e la seconda stagione, seguiti poi nel 2002 dalla quarta e quinta stagione, trasmesse da Rai 2. La Rai non mandò in onda la prima stagione (escluso il pilot) per aver ritenuto la qualità del doppiaggio non all'altezza, e non mandò la terza stagione (cruciali per la comprensione della storia) per problemi di diritti. Tra il 2007 e il 2008 la serie venne interamente trasmessa dal canale satellitare Jimmy, con un nuovo doppiaggio. Dal 1º ottobre 2012 la serie viene trasmessa anche da Rai 4 riproponendo in chiaro la stessa edizione trasmessa da Jimmy, assieme agli episodi mancanti rimasti inediti e nel giusto ordine cronologico.
| Stagione         | Episodi | Prima TV originale | Prima TV Italia |
| ---------------- | ------- | ------------------ | --------------- |
| Prima stagione   | 22      | 1994               | 1999-2007       |
| Seconda stagione | 22      | 1994-1995          | 1999            |
| Terza stagione   | 22      | 1995-1996          | 2007-2008       |
| Quarta stagione  | 22      | 1996-1997          | 2002            |
| Quinta stagione  | 22      | 1998               | 2002            |

## Film TV
Oltre agli episodi della serie televisiva, sono stati anche prodotti una serie di film per la televisione i cui avvenimenti si inseriscono nella trama della serie stessa.
- Babylon 5: La riunione (The Gathering) (1993)
- Babylon 5: In principio (In the Beginning) (1998)
- Babylon 5: Terzo spazio (Thirdspace) (1998)
- Babylon 5: Il fiume di anime (The River of Souls) (1998)
- Babylon 5: Chiamata alle armi (A Call to Arms) (1999)
- Babylon 5: La Leggenda dei Ranger (The Legend of the Rangers) (2001)

## Cronologia della serie
Babylon 5 è nato come un romanzo. L'ordine temporale corretto del progetto è il seguente:
- (2248) In principio (flashback)
- (2257) La riunione (flashback)
- (2258) Prima stagione
- (2259) Seconda stagione
- (2259-2260) Terza stagione
- (2260-2261) Quarta stagione (fino all'episodio 14)
- (2261) Terzo spazio
- (2261) Quarta stagione (dall'episodio 15 al 21)
- (2261) Quarta stagione, episodio 22 (bookends)
- (2262) Quinta stagione (fino all'episodio 21)
- (2263) Il fiume di anime
- (2265) La leggenda dei Ranger
- (2266) Chiamata alle armi
- (2278) In Principio (bookends)
- (2280) Quinta stagione (episodio 22)
- (circa 1'002'262) Quarta stagione (flashforward dell'episodio 22)

Gli episodi di (2267) Crusade si svolgono dopo quelli narrati nel film TV Chiamata alle armi.